# Călin-Ioan Bota
Călin-Ioan Bota (n. 7 iulie 1976, Baia Mare, România) este un deputat român, ales în 2020 din partea PNL. 